# Pango Raya
Pango Raya is een bestuurslaag in het regentschap Banda Aceh van de provincie Atjeh, Indonesië. Pango Raya telt 1660 inwoners (volkstelling 2010).